# الفاروس (اللاذقية)
يقع حي الفاروس في وسط اللاذقية في أهم عقدة مواصلات تجارية في اللاذقية اذ يحوي كراج الفاروس الأكبر والأقدم في المدينة. يحدها من الشمال الرمل الشمالي ومن الجنوب عين أم إبراهيم ومن الشرق حي قنينص.
يحوي هذا الحي على عدد من المدارس كمدرسة الثورة ومدرسة فارس صبيح.
يقع في المنطقة الملعب البلدي الذي تجرى فيه المباريات الرسمية ويحيط بالملعب حديقة البانوراما وبجانبه ملعب تدريبي و يحوي مقرات عدة ألعاب بينها مقر الدراجات الهوائية. وبالقرب من الملعب يوجد فندق عمر الخيام.
وفي الحي تل أثري يعود لآثار دير الفاروس المشهور والذي لم يبق شيء يدل على مكانه حاليا.
ويحوي الحي عدة دوائر حكومية : كمديرية البيئة، ومديرية الزراعة، ومديرية الشؤون الاجتماعية والعمل، والخدمات الفنية قيد البناء، ومقر اللجنة التنفيذية للاتحاد الرياضي.